# ジェフ・ワード

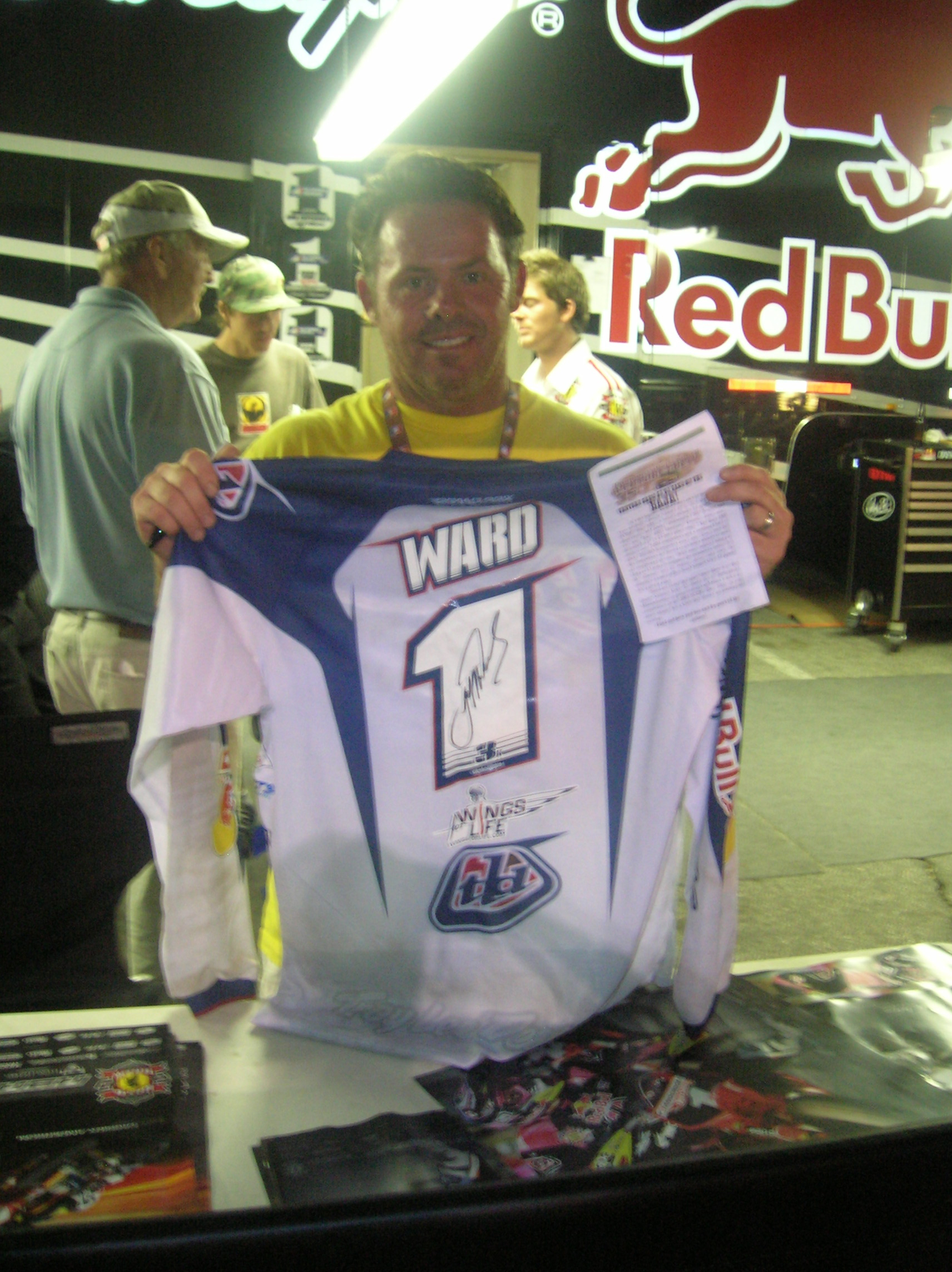
ジェフ・ワード（2007年）

ジェフ・ワード（Jeff Ward、1961年6月22日 - ）は、イギリス・スコットランド生まれのアメリカ人レーサー。愛称は「ワーディ」。
二輪はモトクロス・スーパークロス・スーパーモタードに参戦し、そのすべてで全米タイトルを獲得した。また四輪はインディ・レーシング・リーグ（現インディカー）やオフロードレースに参戦し、インディ500で2位と3位を獲得している。

## 略歴
スコットランドで生まれ、幼少期にアメリカへ移住する。父親はオートバイ・トライアルのプロライダーだった。ジェフはミニバイクでトライアルの真似事をしていた。5歳のときに、ダートトラックのようなレースに出たのがきっかけで、レースに熱中するようになる。当時からプロレーサーになろうと思っていた。
プロライセンスを取った1977年にスズキのバイクに乗りAMAモトクロス125にフル参戦開始した。同年スーパークロスにも1戦出場し予選落ちを経験する。
1978年にカワサキのエースライダーだったジム・ワイナートがチームと掛け合ったおかげで、サラリー無しながら、125ccワークスマシンに乗ることになった。
1984年のAMAモトクロス125（現・ライツ）を皮切りに、1985年AMAスーパークロス250（現・スーパークロス）・AMAモトクロス250、1987年AMAスーパークロス250、1988年AMAモトクロス250、1989年・1990年AMAモトクロス500と合計7回のAMAチャンピオンとなった。また国別対抗のモトクロス・デ・ナシオン（モトクロス・オブ・ネイションズ）でも7度アメリカチームを優勝へと導いた。
彼は物腰柔らかで控えめかつプロフェッショナルな性格で、流行を作ったり各界のスターと交流したりして自己主張するようなことはなかった。その彼の姿勢は、形容詞のような愛称の「ワーディ」で呼ばれ、1987年のデ・ナシオン優勝メンバーがレーガン大統領と面会した時も「ワーディ」な姿勢を崩さなかった。
1992年のモトクロス引退まで一貫してカワサキに乗り続けた。
モトクロス引退後は四輪へ転向し、インディ・ライツから始め、5年後にインディ・レーシング・リーグ（IRL）へとステップアップ。世界三大レースの一つのインディアナポリス500マイルレースのデビュー戦では49周をリードして3位を、1999年には2位を獲得した。ワードの完走率は、A.J.フォイト、マリオ・アンドレッティ、アル・アンサー/ボビー・アンサーといったレジェンドたちよりも高かった。チップ・ガナッシ・レーシングに所属した2002年のテキサス戦ではキャリア唯一の優勝も記録している。また同時期、NASCARにも参戦している。
2003年で四輪は一区切りとし、43歳にしてスーパーモタードへ転向。自分の半分の年齢のライダーたちを蹴散らし、AMA選手権で2004・2006年の2度タイトルを獲得した。また2006年、2008年のXゲームでもスーパーモト部門で金メダルを獲得している。

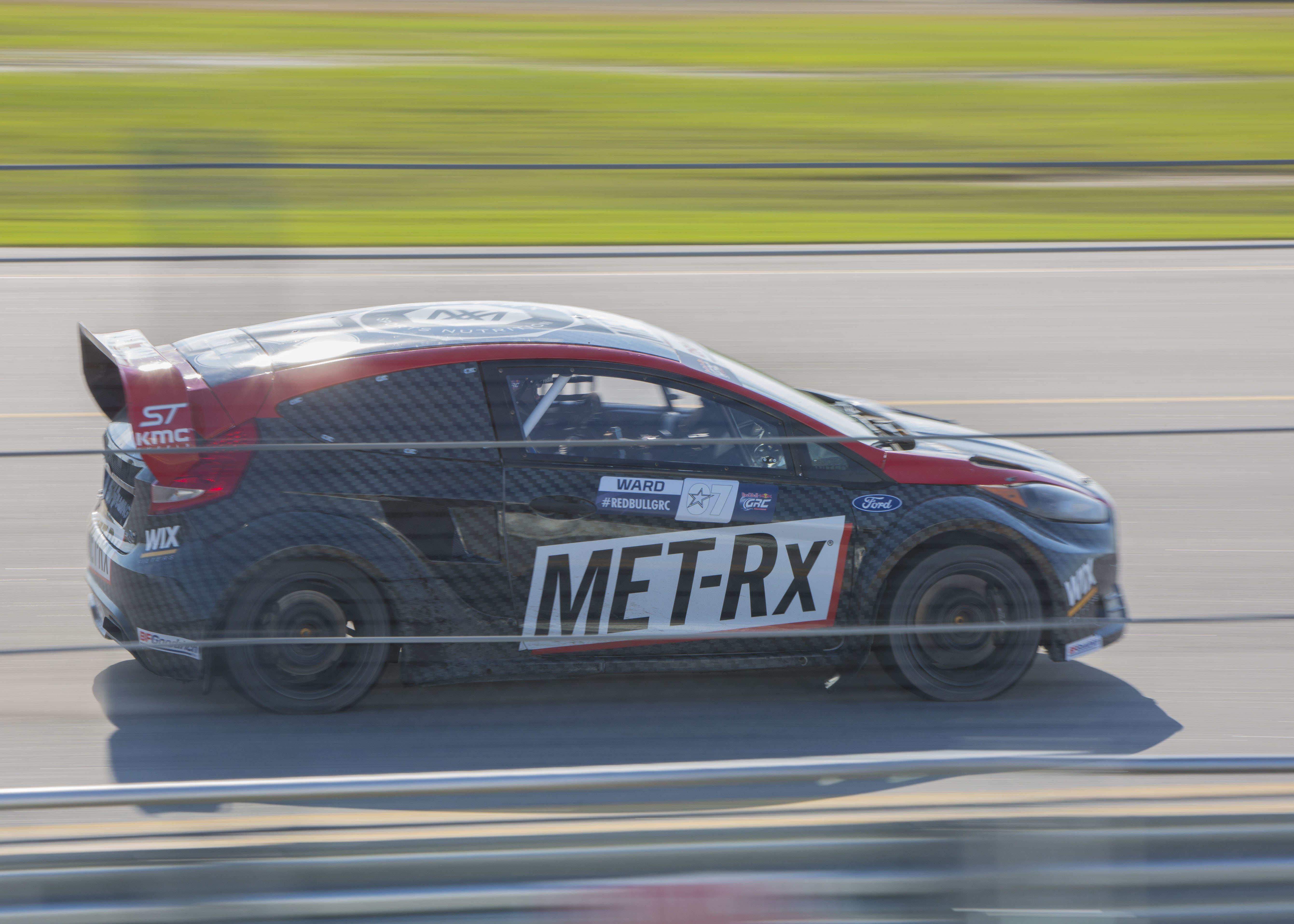
グローバル・ラリークロスへフォード・フィエスタで参戦（2016年）

その後はオフロードで四輪に復帰し、スタジアム・スーパートラックやグローバル・ラリークロスに参戦した。2019年には57歳ながらアメリカン・フラット・トラック（二輪版ダートオーバル）へと参戦した。

## 二輪戦績
- 1977年 - AMAスーパークロス参戦

AMAモトクロス125参戦
- 1978年 - AMAスーパークロス参戦

AMAモトクロス125ランキング7位
- 1979年 - AMAスーパークロス参戦

AMAモトクロス125ランキング6位
- 1980年 - AMAスーパークロスランキング14位

AMAモトクロス125ランキング3位
- 1981年 - AMAスーパークロスランキング20位

AMAモトクロス125ランキング3位
- 1982年 - AMAスーパークロスランキング8位

AMAモトクロス125ランキング4位
- 1983年 - AMAスーパークロスランキング4位

AMAモトクロス125ランキング2位
- 1984年 - AMAスーパークロスランキング4位

AMAモトクロス125チャンピオン
- 1985年 - AMAスーパークロス250チャンピオン

AMAモトクロス250チャンピオン
- 1986年 - AMAスーパークロス250ランキング4位

AMAモトクロス250ランキング4位
AMAモトクロス500ランキング3位
- 1987年 - AMAスーパークロス250チャンピオン

AMAモトクロス250ランキング2位
AMAモトクロス500ランキング6位
- 1988年 - AMAスーパークロス250ランキング3位

AMAモトクロス250チャンピオン
AMAモトクロス500ランキング5位
- 1989年 - AMAスーパークロス250ランキング5位

AMAモトクロス250ランキング2位
AMAモトクロス500チャンピオン
- 1990年 - AMAスーパークロス250ランキング5位

AMAモトクロス250ランキング2位
AMAモトクロス500チャンピオン
- 1991年 - AMAスーパークロス250ランキング5位

AMAモトクロス250ランキング7位
AMAモトクロス500ランキング2位
- 1992年 - AMAスーパークロス250ランキング12位

AMAモトクロス250ランキング6位
AMAモトクロス500ランキング3位
- 2004年 - AMAスーパーモト選手権チャンピオン
- 2006年 - AMAスーパーモト選手権チャンピオン

## 四輪戦績
- 1997年 - インディアナポリス500マイル、3位入賞。ルーキー・オブ・ザ・イヤー
- 1999年 - インディアナポリス500マイル、2位入賞。
- 2002年 - インディ・レーシング・リーグ、テキサス戦優勝。